# Războaiele Ruso-Crimeene
Războaiele Ruso-Crimeene s-au purtat între tătarii din Hanatul Crimeei și muscali în secolul al XV-lea pentru regiunea din jurul Volgăi.
În secolul al XVI-lea, Stepele Sălbatice⁠(d) ale Rusiei erau expuse tătarilor. În timpul războaielor, tătarii crimeeni (susținuți de armata turcă) au invadat Rusia centrală, au devastat Reazanul, au ars Moscova, și au luat 150.000 de ruși prizonieri. Cu toate acestea, în anul următor, tătarii au fost învinși în bătălia de la Molodi⁠(d). În ciuda înfrângerii, raidurile tătărești au continuat. Ca urmare, Hanatul Crimeii a fost invadat de mai multe ori, și cucerit în secolul al XVIII-lea. Tătarii și-au pierdut treptat influența în regiune.
Raidurile au început la scurt timp după apariția statului-tampon, Hanatul Qasim⁠(d), și impunerea dominației Moscovei asupra acestuia în Războaiele Kazanului din secolul al XV-lea.

## Istoria

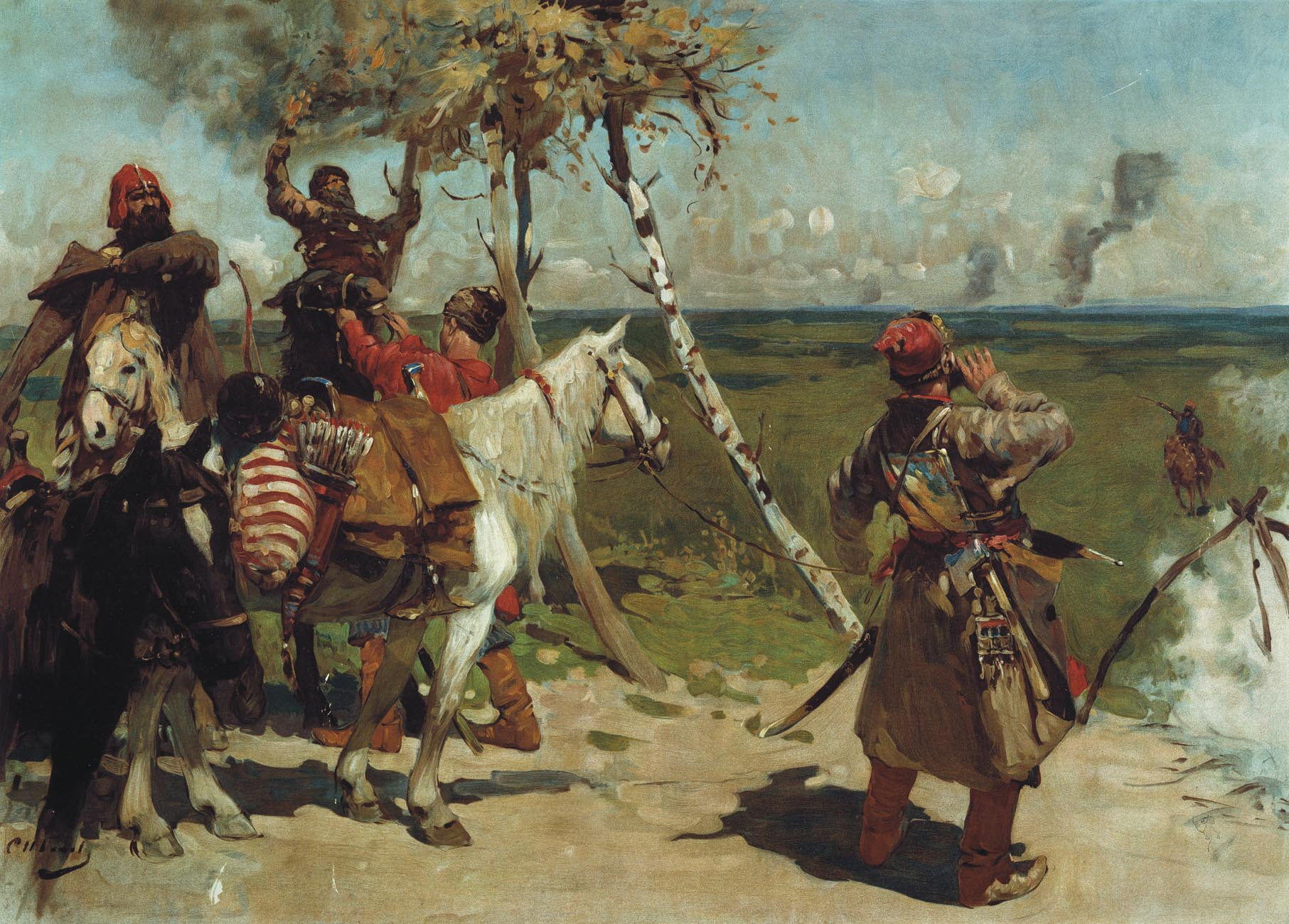
La paza granițelor cnezatului Moscovei. Pictura de.

Invaziile tătarilor din Crimeea în Rusia (Cnezatul Moscovei) au început în anul 1507, după moartea marelui cneaz moscovit Ivan al III-lea, Hanatul Crimeei atacând orașele rusești Belev și Kozelsk⁠(d).
De-a lungul secolului al XVI-lea, granițele Stepelor Sălbatice se aproapiau de orașul Reazan, dincolo de râul Oka. Calea principală a forțelor invadatoare către Moscova era drumul Muravski⁠(d), care ducea din Istmul Perekop de la marginea Crimeei, printre bazinele Niprului și Donețului, până la Tula. Tătarii se întoarceau înapoi numai după numeroase jafuri și răpiri, reușind de obicei să pătrundă circa 100-200 de kilometri în teritoriul rusesc. Captivii erau apoi trimiși în orașul crimeean Caffa pentru a fi vânduți ca sclavi⁠(d). Ca urmare, populația rusă din regiunile de frontieră avea mult de suferit.
În fiecare primăvară, Rusia mobilizat până la 65.000 de soldați pentru serviciul de grăniceri. Liniile de apărare constau dintr-o rețea de cetăți și orașe.
Pentru a se proteja de invaziile Hoardei Nogailor în regiunea dintre Volga și Irtîș, s-au fondat pe Volga orașele Samara (1586), Țarițîn (1589), și Saratov (1590).
Cele mai devastatoare invazii au avut loc în 1517, 1521 (susținută de către Hanatul Kazanului), 1537 (susținută de Hanatul Kazanului, lituanieni, și Imperiul Otoman), 1552, 1555, 1570-72 (susținut de Suedia și Imperiul Otoman), 1589, 1593, 1640, 1666-67 (sprijinit de Polonia-Lituania), 1671, și 1688.

### 1570
În 1570, hoarda tătarilor crimeeni a devastat zona Reazan de la frontierele Moscovei întâmpinând rezistență minimă. 

### Războiul din 1570-1572
În mai 1571, o armată de 120.000 de tătari și turci (80.000 de tătari, 33.000 de turci din trupe neregulate și 7.000 de ieniceri), în frunte cu hanul Crimeei, Devlet Giray⁠(d), și hoardele Nogailor Mari și Mici, cu trupe de cerchezi, au ocolit fortificațiile defensive de la Serpuhov pe râul Oka, au traversat râul Ugra⁠(d) și au încercuit flancul armatei rusești de 6.000 de oameni. Avangardele rusești au fost zdrobite de tătari. Neavând forțe pentru a opri invazia, armata rusă s-a retras la Moscova. Populația rusă rurală a fugit și ea în capitală.
Oastea crimeeană a devastat orașele și satele neapărate din jurul Moscovei, și apoi a dat foc suburbiilor capitalei. Din cauza vântului puternic, focul s-a extins rapid. Locuitorii orașului și refugiații care fugeau de incendiu, au fugit spre poarta de nord a capitalei. Oamenii care fugeau de foc s-au amestecat cu soldații, mulți au fost călcați în picioare.  Armata și-a pierdut coeziunea și generalul Belski⁠(d) a murit într-un incendiu.
În trei ore, Moscova a ars complet. A doua zi, armata crimeeană, mulțumită de pradă, a plecat către Reazan prin stepe. Contemporanii au numărat până la 80.000 de victime ale invaziei în 1571, 150.000 de ruși fiind luați prizonieri. Ambasadorul papal Possevin povestea că a numărat, în anul 1580, nu mai mult de 30.000 de locuitori ai Moscovei, deși în 1520 populația orașului era de aproximativ 100.000 de oameni.
După arderea Moscovei, Devlet Giray-han⁠(d), sprijinit de Imperiul Otoman, a invadat Rusia din nou în 1572. Forță combinată turco-tătară a fost însă respinsă în bătălia de la Molodi⁠(d). În iulie–august, hoarda de 120.000 de oameni a lui Devlet Giray⁠(d) al Crimeei a fost și ea învinsă de rușii în frunte cu cnejii Mihail Vorotînski⁠(d) și Dmitri Hvorostinin.

### După 1572
Mai târziu, expansiunea rusească s-a îndreptat spre Marea Neagră hanatul Crimeei a fost invadat de mai multe ori în secolul al XVIII-lea și în cele din urmă cucerit în timpul Razboaielor Ruso-Turce.

## Listă de raiduri tătărești în Rusia
Această listă nu include raidurile efectuate în Polonia-Lituania (75 raiduri între 1474–1569:17)
O listă mai lungă poate fi găsită în articolul în limba rusă raidurile crimeeano-nogai⁠(d).
- 1465: Crimeenii au atacat Marea Hoardă pentru a o împiedica să năvălească în Rusia și să perturbe negoțul în nord[5]
- 1480: Marea luptă de pe râul Ugra⁠(d)

1507 și 1514: Raiduri tătărești, încălcând un acord de pace semnat de han.:14
1521: Hanul și 50.000 de oameni au trecut Oka la Kolomna și au prădat periferiile Moscovei timp de 2 săptămâni:14
- c1533: Linie de apărare cu abatiză la circa 100 km sud de Oka.

1533-47:(regența lui Ivan al IV) cu 20 de mari raiduri pe frontiere.:71
1541: Hanul Crimeei traversează râul Oka pe plute sub acoperirea tunurilor turcești.:12
1555,1562,1664,1565 Hanul conduce o armată mare în Cnezatul Moscovei.:16
- 1556-59: Rușii și cazacii zaporojeni efectuează patru raiduri asupra coastei Mării Negre de patru ori.[4]:56

1564: Este ars posadul Reazanului.:47
1571: Războiul Ruso-Crimeean (1571)
1572: Bătălia de la Molodi⁠(d)
1591: Raid ajuns până la Moscova.:116
1591: Artileria oprește un raid la Kolomenskoi la valul de pământ.:52
1592: Sunt arse suburbiile Moscovei. Trupele ruse erau departe, luptând cu Suedia.:17
1598: Crimeenii sunt opriți la valul de pământ, se retrag și cer pace.:46
1614: Raiduri ale nogailor către Moscova. În timpul Timpurilor Tulburi s-au luat atâția prizonieri încât prețul unui sclav la Kaffa a scăzut la cincisprezece sau douăzeci de monede de aur.:66
1618: Nogaii eliberează 15.000 de prizonieri conform tratatului de pace cu Moscova.
1632: O forță este atacată de tătari și ieniceri. 300 de morti, restul luați sclavi.:67
1632: 20.000 de tătari atacă sudul Rusiei, în timp ce armatele fuseseră mutate la nord pentru Războiul Smolenskului⁠(d).:76
1633: 30.000 de Tătari trec abatiza și valul de pământ. Mii de oameni au fost capturați din regiunea Oka.:76 A fost ultimul raid în profunzimea cnezatului moscovit adânc raid în Leșești. :26
1635: Multe mici trupe de războinici au invadat Rusia de la sud de Reazan:79
1637,41-43: Mai multe raiduri ale căpeteniilor nogailor și crimeenilor fără permisiunea hanului.:90
1643: 600 de tătari și 200 de cazaci zaporojeni atacă Kozlovul. 19 morți, 262 prizonieri.:23
1644: 20.000 de tătari atacă sudul Cnezatului Moscovei, 10.000 de prizonieri.:91
1645: Un raid ia 6.000 de prizonieri. S-a afirmat că turcii ar fi încurajat aceste raiduri pentru a obține sclavi pentru galerele cu care duceau un război cu Veneția.:91
- c1650: Linia Belgorod mută cetățile rusești de graniță la 300 km sud de abatiză.
- c1680: Linia Izium: forturi rusești construite la 150 de kilometri de Marea Neagră.
- 1687,89: Campaniile din Crimeea: încercarea de a invada Crimeea nu reușește.

1691-92: Câteva mii de prizonieri luați în apropierea Liniei Izium.:183
1769: Raid de iarnă în Noua Serbie. Mai multe mii de prizonieri.
- 1774: Crimeea devine vasal al Rusiei.
- 1783: Crimeea este anexată de Rusia.